# Рестрепо, Хосе Мануэль

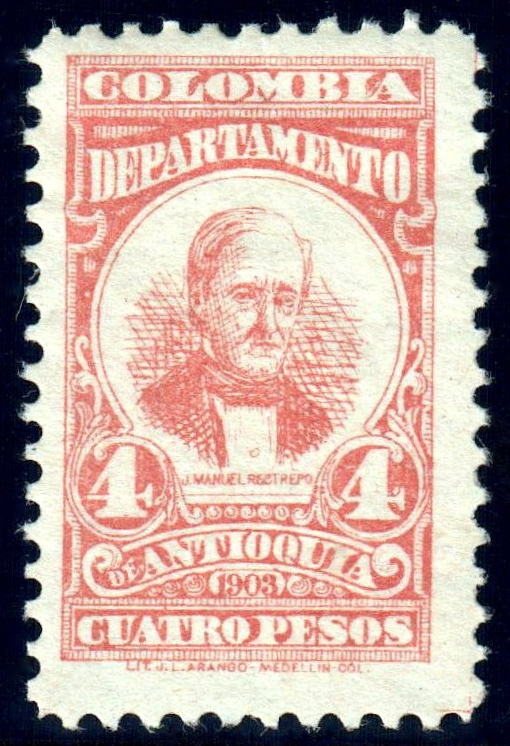
Х. М. Рестрепо на марке Антигуа 1903 г.

Хосе Мануэль Рестрепо Велес (исп. José Manuel Restrepo Vélez, 30 декабря 1781 — 1 апреля 1863) — колумбийский историк, ботаник и политик. В его честь назван род растений Restrepiella.
Хосе Мануэль Рестрепо родился в поселении Энвигадо в испанском вице-королевстве Новая Гранада; его родителями были дон Хосе Мигель Рестрепо Пуэрта и донья Леонор Велес Калье, оба принадлежащие к древним и известным семьям. Отец был фермером и владел золотоносными шахтами, эта работа занимала всё его время.
Хосе Мануэль Рестрепо сначала учился в общественной школе в Энвигадо и в колледже-семинарии провинции Антьокия. В 1799 году он отправился в Боготу и был зачислен в Колледж Св. Варфоломея, где изучал философию, ботанику и право. В 1804 году он получил степень бакалавра философии в Университете Св. Фомы, а в 1809 году — степень доктора канонического права.
В Боготе Хосе Мануэль Рестрепо подружился с Хосе Селестино Мутисом и Франсиско Хосе де Кальдасом, с которыми вместе занимался ботаникой и географией. По возвращении в Антьокию он составил первую географическую карту региона, технически являвшуюся частью его труда «Ensayo sobre la Geografía, Producciones, Industria y Población de la Provincia de Antioquia en el Nuevo Reino de Granada», опубликованного в 1809 году.
По возвращении в Антьокию Рестрепо стал помощником испанского губернатора провинции Франсиско де Айала, а когда в сентябре 1801 года в ходе революционных событий была сформирована Верховная Хунта Провинции — стал её секретарём. В следующем году он и Хуан дель Корраль были избраны в качестве представителей Антьокии в Боготу на Конгресс Провинций Новой Гранады. В ноябре 1811 года Рестрепо от имени Антьокии подписал «Акт о Федерации Соединённых Провинций Новой Гранады», образовавший Соединённые Провинции Новой Гранады.
В конце 1812 года Рестрепо вернулся в Антьокию. В это время губернатором провинции был его отец Хосе Мигель, который в январе 1813 года назначил сына своим наследником. Когда Хуан дель Корраль стал диктатором провинции, то Хосе Мануэль Рестрепо стал его секретарём по вопросам чести и права, а после смерти Корраля в январе 1814 года — единственным секретарём нового диктатора Дионисио Техады. В октябре 1814 года Конгресс Соединённых Провинций Новой Гранады создал исполнительную власть — Триумвират, одним из членов которого избрал Хосе Мануэля Рестрепо, но он отказался от этой должности, и был заменён на губернатора провинции Богота Хосе Мигеля Пей-де-Андраде. В следующем году он был избран в качестве представителя Рионегро в Конституционную Коллегию и участвовал в создании Конституции Антьокии.
В середине 1816 года Антьокия была вновь завоёвана испанцами, Рестрепо сначала бежал на юг, но через несколько месяцев вернулся к испанскому губернатору Рионегро Франсиско Варлете. Поначалу он был хорошо принят, но через несколько месяцев ситуация изменилась, и в ноябре 1817 года он через Кингстон бежал в США. Его жена Мариана Монтойа сумела получить для него прощение, и в начале 1819 года он вернулся в Рионегро.
После освобождения Новой Гранады Боливар назначил Рестрепо губернатором провинции Антьокия, оставив ему для помощи по военным делам Хосе Марию Кордову. В феврале 1820 года новые власти окончательно разгромили остатки испанских войск в провинции.
В 1821 году Рестрепо отказался от губернаторского поста в чтобы стать делегатом Конгресса в Кукуте, на котором был избран председателем. На Конгрессе Хосе Мануэль вместе со своим родственником Хосе Феликсом де Рестрепо участвовал в разработке Закона об освобождении рождённых, в соответствии с которым дети рабов получали свободу по достижении ими возраста 18 лет. По окончании Конгресса, провозгласившего образование государства Великая Колумбия, Боливар назначил Хосе Мануэля Рестрепо Секретарём внутренних дел и внешних сношений. Эту должность Рестрепо занимал с 1821 по 1827 годы. С 1828 года он стал директором Монетного двора и в этой должности проработал (с перерывами) до 1860 года.
С 1818 по 1858 годы Рестрепо вёл дневник, в котором детально описывал происходившие военные и политические события. Этот дневник позволил ему написать две основные исторические работы: «Historia de la Revolución de la República de Colombia» и «Historia de la Nueva Granada».